# Valfenera
Valfenera, (Valfnera o Varfnera en piemontès) és un municipi situat al territori de la província d'Asti, a la regió del Piemont (Itàlia).
Limita amb els municipis de Cantarana, Cellarengo, Dusino San Michele, Ferrere, Isolabella, Montà i Villanova d'Asti.
Pertanyen al municipi les frazioni de Bricco Sossi, Bricco Visconti, San Sebastiano, Valzuolo i Villata.